# Horst Leuchtmann
Horst Leuchtmann (* 26. April 1927 in Braunschweig; † 10. April 2007 in München) war ein deutscher Musikwissenschaftler.

## Leben
Horst Leuchtmann war Schüler der Komponistin Philippine Schick (1893–1970) und erstellte mit ihr gemeinsam ein deutsch-englisches Wörterbuch für Musik [R. D. Brühs, F. Messmer, R. Reitzer: Philippine Schick, Tutzing 2005].
Nach der Promotion im Jahre 1957 wurde Leuchtmann Wissenschaftlicher Mitarbeiter der Bayerischen Akademie der Wissenschaften. 1983–95 war er Dozent (seit 1986 in einer Honorarprofessur) der Hochschule für Musik und Theater München, 1986–95 Lehrauftrag an der Ludwig-Maximilians-Universität München.
Schwerpunkte seiner Forschung waren die Musik des 16. Jahrhunderts und der Moderne. Im Auftrag der Bayerischen Akademie der Wissenschaften erstellte er ein Verzeichnis der Kompositionen von Orlando di Lasso.
Horst Leuchtmann war der Vater der Schauspielerin Christiane Leuchtmann. Er starb am 10. April 2007 und wurde am 27. April auf dem Friedhof Neukeferloh bestattet. Sein Nachlass befindet sich in der Bayerischen Staatsbibliothek.

## Schriften
- Die musikalischen Wortausdeutungen in den Motetten des Magnum Opus Musicum von Orlando di Lasso, 1959
- Kritik und Betrachtung – Gesammelte Aufsätze und Kritiken (mit Alexander Berrsche und Hermann Rinn), 2. umgearbeitete Auflage der von Harmann Rinn und Hans Rupe herausgegebenen TRÖSTERIN MUSICA, 1964
- Orlando di Lasso. Sein Leben. Versuch einer Bestandsaufnahme der biographischen Einzelheiten, Wiesbaden 1976
- Wörterbuch Musik: Dictionary of Terms in Music: English-German/German-English, München 1977
- Musik. Menschen, Instrumente und Ereignisse in Bildern und Dokumenten (mit Christian Barth und Holger Fliessbach), Dortmund 1979
- Die Münchner Fürstenhochzeit von 1568. Massimo Troiano: Dialoge. Zwiegespräche über die Festlichkeiten bei der Hochzeit des bayerischen Erbherzogs Wilhelm V. mit Renata von Lothringen, in München, im Februar 1568. (Faksimile, Hrsg.), München und Salzburg 1980, ISBN 3-87397-503-3
- Orlando di Lasso. Musik der Renaissance am Münchner Fürstenhof. Ausstellung zum 450. Geburtstag (mit Helmut Hell), Wiesbaden 1982
- Carl Orff. Ein Gedenkbuch, Tutzing 1985
- Yehudi Menuhin. Kunst als Hoffnung für die Menschheit. Reden und Schriften. Mit einer Laudatio von Pierre Bertaux, München 1986
- Quaestiones in musica. Festschrift für Franz Krautwurst zum 65. Geburtstag (mit Friedhelm Brusniak), Tutzing 1989
- 65. Bachfest der Neuen Bachgesellschaft Leipzig. München, 13. bis 19. November 1990. Beiträge und Programme (als Hrsg.), Tutzing 1990
- Orlando di Lasso. Prachthandschriften und Quellenüberlieferung. Aus den Beständen der Bayerischen Staatsbibliothek München (mit Hartmut Schaefer), Tutzing 1994
- Orlando di Lasso. Prachthandschriften und Quellenüberlieferung. Aus den Beständen der Bayerischen Staatsbibliothek München – Zum 400. Todestag anlässlich der gleichnamigen Ausstellung in der Bayerischen Staatsbibliothek München, vom 1. Juni bis 30. Juli 1994 (mit Hartmut Schaefer), Tutzing 1994
- Musik in Bayern, Halbjahresschrift der Gesellschaft für Bayerische Musikgeschichte e. V., Heft 53, Tutzing 1997
- Motette und Messe (mit Siegfried Mauser), 1998

## Ehrungen, Mitgliedschaften
- 1989 Ordentliches Mitglied der Bayerischen Akademie der Schönen Künste
- 1995 Dr. Jürgen Krakow-Preis der Bayerischen Akademie der Wissenschaften